# Woodsia microsora
Woodsia microsora là một loài dương xỉ trong họ Woodsiaceae. Loài này được Kodama in Matsum. mô tả khoa học đầu tiên năm 1927.
Danh pháp khoa học của loài này chưa được làm sáng tỏ. 